# Hans Gerig

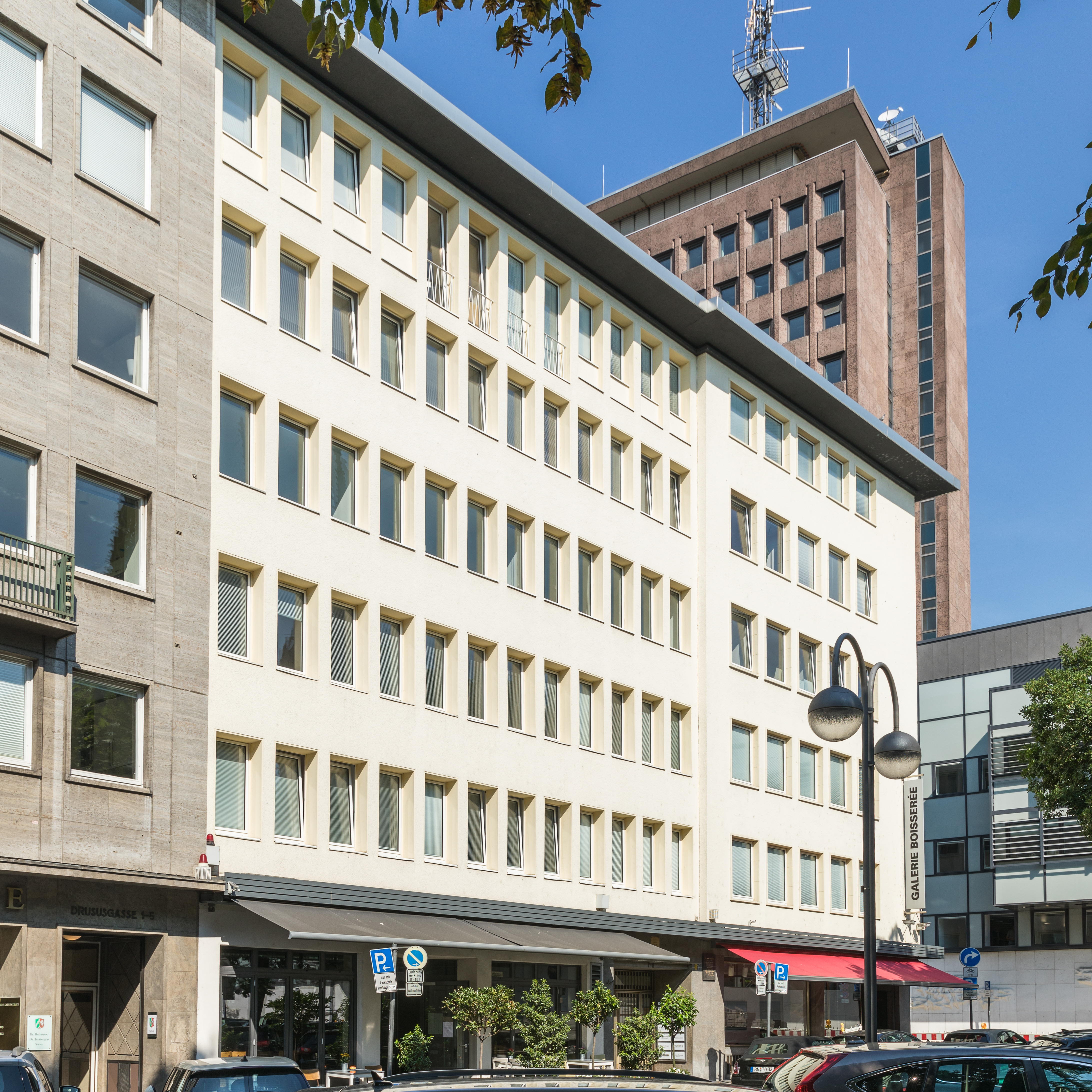
Köln – Drususgasse 7–11 (August 2018)

Hans Gerig (* 16. Juli 1910 in Freiburg im Breisgau; † 15. März 1978 in Köln) war einer der bedeutendsten deutschen Musikverleger.

## Person
Er wuchs in Freiburg auf, promovierte dort 1935 zum Dr. phil. (Dissertation: „Die Memoiren des Lord Hervey als historische Quelle“) und war zwischen 1940 und 1944 in Paris Verlagsleiter des „Editions Continental“ (UFA-Verlag/Tobis-Film-Verlag). Er heiratete Martha Schmitz, beide wohnten zunächst in der Drususgasse 7–11, wo sich später auch die Verlagsbüros befanden.

## Musikverleger
Am 15. Juni 1946 gründete Gerig in Köln den „Bühnen- und Musikverlag Hans Gerig“ in der Aachener Straße 333. 1948 wurde er Mitglied des Aufsichtsrates der GEMA. Seine aus 25 Einzelverlagen bestehende Verlagsgruppe avancierte zum bedeutendsten deutschen unabhängigen Musikverlag im Familienbesitz. Eine der ersten, vom Verlag übernommenen Kompositionen war das 1947 für den Kölner Komponisten August Schnorrenberg registrierte klassische Karnevalslied „Am Dom zo Kölle“ und das von Jupp Schmitz aus 1949 stammende „Wer soll das bezahlen?“. Von Schmitz stammten auch „Wir kommen alle in den Himmel“ (1952) oder „Am Aschermittwoch ist alles vorbei“ (1953). Auch Gerhard Winklers „Schütt’ die Sorgen in ein Gläschen Wein“ (1952) wurde über Gerig registriert. Diese Musikwerke gab der Verlag auch in Form von Notenheften oder Lehrbüchern für Musikinstrumente heraus. Willi Ostermanns Nachlass wurde zunächst in dessen eigenem Verlag von seiner zweiten Frau Käthe und später vom Musikverlag Hans Gerig KG verwaltet. Ostermann verkaufte mehr als 2,5 Millionen Schallplatten.
Gerhard Jussenhoven gründete 1955 für seine Kompositionen den Musikverlag „Edition Capella“, den er der Verlagsgruppe Gerig unterstellte. Heinz Korn wurde 1956 Produktionsleiter beim Musikverlag Hans Gerig, wo er von 1966 bis 1984 als künstlerischer Direktor fungierte. Der seit 1950 in Köln beheimatete Musikverlag des Arno Volk wurde 1957 von Gerig übernommen. Gerig und die Autoren Heinz Gietz und Kurt Feltz reisten im November 1957 nach New York, um sich in den USA über Aufnahmetechniken zu informieren und neues Songmaterial zu akquirieren. Hans Gerig erläuterte 1959 zusammen mit Ralph Maria Siegel und dem Hamburger Musikverleger Paul C R Arends dem Billboard-Magazin die Strategie, dass große Hits in den USA von deutschen Musikverlagen erworben, von Textern ins Deutsche übersetzt und einer Plattenfirma zur Musikproduktion angeboten werden. Auf diese Weise entstand beispielsweise am 28. Februar 1961 von Ralf Bendix im Kölner Tonstudio der Electrola die deutsche Coverversion mit dem Musiktitel Babysitter-Boogie, deren Original als Baby Sittin’ Boogie am 11. Oktober 1960 von Buzz Clifford aufgenommen wurde.
Fritz Webers Komposition „Ich bin ene kölsche Jung“ aus 1963 wurde bei Gerig registriert und später von Willy Millowitsch (1972) berühmt. Inzwischen bestand der Tonträgerkatalog der Musikverlage Hans Gerig aus über 30.000 Musiktiteln, darunter große Hits des deutschen Schlagers von Urhebern wie Kurt Feltz („Spiel noch einmal für mich Habanero“/Caterina Valente; Februar 1958), Horst-Heinz Henning („Das hab’ ich in Paris gelernt“/Chris Howland, Mai 1959), Heinz Gietz („Pigalle (Die große Mausefalle)“/Bill Ramsey; Februar 1961), Hans Bradtke („Zuckerpuppe (aus der Bauchtanz-Truppe)“/Bill Ramsey; August 1961), Kurt Hertha („Hämmerchen-Polka“/Chris Howland; November 1961), Werner Scharfenberger („Schwarze Rose, Rosemarie“/Peter Kraus; November 1961), Werner Twardy (Wir sind alle kleine Sünderlein/Willy Millowitsch; 1964) und anderen. Peggy March gewann die Deutschen Schlager-Festspiele 1965 mit dem Titel „Mit siebzehn hat man noch Träume“ (Musik und Text vom Verlagsangestellten Heinz Korn).
Auch Hits von Rex Gildo (1963), Martin Lauer (1965) oder The Lords (1965) wurden von Gerig betreut.
Im Juni 1971 empfing Kölns Oberstadtdirektor Heinz Mohnen den Verleger Hans Gerig, um diesem für das 25-jährige Bestehen des Verlags zu gratulieren. In jenem Jahr 1971 etablierte sich eine neue Generation von Karnevalsliedern, interpretiert durch ehemalige Beatbands und oft komponiert von Hans Knipp, die der Musikverlag Gerig in seinen Katalog ebenso übernahm (Bläck Fööss: „Mer losse d’r Dom en Kölle“, November 1973) wie die Rockband BAP („Verdamp lang her“, Oktober 1981). Gerig erhielt 1975 den „GEMA-Ring“. Die Verlagsgruppe bestand 1978 aus 35 Untergesellschaften.
Kurz vor Gerigs Tod übernahm Günter Ilgner – seit 1969 Programmdirektor bei Elektrola – im Februar 1978 die Verlagsgruppe. Sie zählte mittlerweile zu den wenigen großen erfolgreichen, noch im Privatbesitz befindlichen Musikverlagen der Musikbranche. Trotz der nationalen Erfolge dieser Verlagsgruppe hatte Ilgner stets darauf geachtet, dass die guten internationalen Kontakte der Hans Gerig-Verlage weiter ausgebaut werden konnten.
Im Jahre 1990 zog die Verlagsgruppe nach Bergisch Gladbach (Frankenforster Str. 21–25) bei Köln um. Sie firmiert im Handelsregister des Amtsgerichts Köln in der Rechtsform einer AG & Co. KG. Günter Ilgners Sohn Carsten Ilgner übernahm den Gerig-Verlag im April 2003 bis Mai 2006, danach Uwe Ilgner bis März 2022. Im August 2022 erwarb der Hamburger Musikverlag Roba Music Verlag (Inhaber: Christian Baierle) die Verlagsgruppe Gerig.

## Tod
Hans Gerig verstarb am 15. März 1978 in Köln im Alter von 67 Jahren an Herzversagen. Die Familiengrabstätte befindet sich auf dem Kölner Melaten-Friedhof.